# TXNニュース THIS EVENING
『TXNニュース THIS EVENING（ティーエックスエヌニュース ディス・イブニング）』は、1989年4月1日から1997年9月28日までの9年間、テレビ東京系列局で放送された夕方のニュースワイド番組である。

## 概要
テレビ東京系列の総称がメガTONネットワークからTXNネットワークに変更したのに合わせて、『メガTONニュースTODAY』に替わってスタートした。
また、TXN系のニュースで初めて土日にも進出した。90年代半ばごろから土曜・日曜の放送には「土曜特集」「日曜特集」のサブタイトルが付けられており、その後放送された『TXNニュースワイド 夕方いちばん』『TXNニュースアイ』では「土日特集」としてタイトルが継続使用された。土曜・日曜の放送では1994年の戌年をきっかけに犬の記者「ブーニー」（声:藤原啓治）が着任し、後継の「夕方いちばん」にも引き継がれた。
なお、日曜のみ桂三枝（現・6代目桂文枝）がキャスターをしていた時期（後述）にはタイトルに『桂三枝の』がつけられた。三枝降板後は脚本家の市川森一がキャスターを務めた。

## 番組の流れ
※1994年以降のものを記載。

### 平日
- ヘッドライン（3項目）、オープニング
- ニュース
- 特集
- フラッシュニュース
- 天気予報、エンディング

### 土曜
- ヘッドライン（1項目）、オープニング
- ニュース
- 特集（土曜特集）
- ブーニーの天気予報[注 3]、エンディング
- ブーニーと記念撮影（※天気予報・エンディング後のミニコーナー。びわ湖放送は未ネット[注 4]）

### 日曜
- ヘッドライン（1項目）、オープニング
- ニュース
- 特集（日曜特集）
- ニュース犬が行く!![注 5]
- 天気予報、エンディング
- ブーニーと記念撮影（※天気予報・エンディング後のミニコーナー。びわ湖放送は未ネット[注 4]）

## 放送時間
すべてJST、25分間の放送。
| 期間                  | 月曜 - 土曜   | 日曜          |
| --------------------- | ------------- | ------------- |
| 1989年4月 - 1994年3月 | 17:30 - 17:55 | 18:00 - 18:25 |
| 1994年4月 - 1995年3月 | 17:30 - 17:55 | 18:30 - 18:55 |
| 1995年4月 - 1997年9月 | 17:30 - 17:55 | 17:30 - 17:55 |

## 歴代のメインキャスター
| 期間                          | 月曜 - 金曜      | 月曜 - 金曜 | 土曜・日曜   | 土曜・日曜            | 土曜・日曜 | 土曜・日曜 |
| 期間                          | 月曜 - 金曜      | 月曜 - 金曜 | 土曜         | 日曜                  | 土曜       | 日曜       |
| 期間                          | 男性             | 女性        | 男性         | 男性                  | 女性       | 女性       |
| ----------------------------- | ---------------- | ----------- | ------------ | --------------------- | ---------- | ---------- |
| 1989年4月1日 - 1990年4月1日   | 土居壮1          | 東海林克江1 | 海江田万里   | 桂三枝                | 春日美奈子 | 春日美奈子 |
| 1990年4月2日 - 1990年9月30日  | 土居壮1          | 東海林克江1 | 海江田万里   | 桂三枝                | 横井ひろみ | 土川由加   |
| 1990年10月1日 - 1991年3月31日 | 土居壮1          | 東海林克江1 | 海江田万里   | 市川森一              | 横井ひろみ | 土川由加   |
| 1991年4月1日 - 1992年4月5日   | 榎田卓央         | 槇徳子      | 海江田万里   | 市川森一              | 横井ひろみ | 土川由加   |
| 1992年4月6日 - 1992年9月27日  | 榎田卓央         | 田口恵美子  | 久保田麻三留 | 久保田麻三留 市川森一 | 春日美奈子 | 春日美奈子 |
| 1992年9月28日 - 1993年4月4日  | 榎田卓央         | 田口恵美子  | 久保田麻三留 | 久保田麻三留          | 春日美奈子 | 春日美奈子 |
| 1993年4月5日 - 1995年4月2日   | 榎田卓央         | 田口恵美子  | 鶴岡巍1      | 鶴岡巍1               | 春日美奈子 | 春日美奈子 |
| 1995年4月3日 - 1996年9月29日  | 久保田麻三留2・3 | 田口恵美子  | 横銭秀一     | 横銭秀一              | 槇徳子3    | 槇徳子3    |
| 1996年9月30日 - 1997年9月28日 | 久保田麻三留2・3 | 八塩圭子    | 福田秀和3    | 福田秀和3             | 槇徳子3    | 槇徳子3    |

- 1 『メガTONニュースTODAY』から続投（鶴岡は再登板）。
- 2 『TXNニュースワイド11』からキャスターを榎田とトレードする形で担当。
- 3『TXNニュースワイド 夕方いちばん』も続投（久保田は気象キャスターとして）。

## テーマ曲 （月-金曜のみ）
スクランブル（ORIGINAL LOVE）- 1992年4月より終了不明、エンディングにて。他のエンディングテーマは、宇井かおりの「帰ろう」、奥井亜紀の「ゆきうさぎ」、チャーミースマイル&グリーンヘッドの「Growin'Up」等である。

## 番組をネット・番販扱いネットしていた局
- テレビ東京（制作局）
- テレビ北海道（1989年10月1日から）
- テレビ愛知
- テレビ大阪
- テレビせとうち
- TVQ九州放送（1991年4月1日から、開局当時はTXN九州）
  - 厳密には1991年3月25日のサービス放送開始から
- 岐阜放送
  - 開始当初は前番組「ニュースTODAY」のオープニングをそのまま流用し音声をつけて17:20から「GBSニュースTODAY」として放送。平日はローカルニュースのための飛び降りがなくなり、ネットパートの前に放送するようになったため、オープニングとエンディング以外TXN分をフルネットするようになった。後にオープニングを一新したうえで1992年3月まで「岐阜新聞ニュース」と改題して放送（新聞等の番組表では一新前後通しで「N全国・岐阜」（Nはニュースのマーク））。この時期は前クレをローカルパートで行ったため、TXN側の前クレはPTのCMに差し替えられていた。なお土日はオープニングのみ差し替えてネットパート後に5分間のローカルニュースを放送（1992年以降も同じ。差し替えない時期もあった）。
  - 1992年4月から同じタイトル「ニュースTHIS EVENING」[注 6][注 7]になり、平日は1分前倒しで岐阜放送のスタジオから当日の全国と岐阜県内ニュースの項目を伝え、全国ニュースのヘッドラインから飛び乗り。ネットパート終了後すぐ簡易オープニングに続きローカルニュース「岐阜新聞ニュース」パートを18:10まで伝える41分番組となった。
- びわ湖放送
  - 初期は『BBCニュースTODAY』に改題して放送。途中飛び降りのため、「ブーニーと記念撮影」は未ネット[注 8]。
- 奈良テレビ放送
- テレビ和歌山
  - 1995年1月時点では、日曜版のみ『WTVニュース＆スポーツ』と改題して放送。

この他三重テレビでは重大ニュース発生時に『三重テレビ ワイドニュース』の中で本番組の一部が時差ネットで流れたケースがあった。